# Дьюла Кертес
Дьюла Кертес (угор. Gyula Kertész, 29 лютого 1888, Кішкална — 1 травня 1982, Нью-Йорк) — угорський футболіст, що грав на позиції нападника. По завершенні ігрової кар'єри — тренер.

## Клубна кар'єра
Протягом 1906–1914 років грав за команду МТК (Будапешт).

## Виступи за збірну
1912 року провів одну гру за національну збірну Угорщини.

## Кар'єра тренера
Після Першої Світової війни повернувся до футболу, розпочавши тренерську кар'єру. Спочатку протягом 1921–1923 років працював у Німеччині з командою «Уніон 1903», а згодом з «Вікторією» (Гамбург).
З 1928 по 1930 рік тренував швейцарський «Базель», після чого повернувся до Німеччини, де очолював протягом 1931–1932 років тренерський штаб «Гамбурга», а згодом лейпцизького «Локомотива». У травні 1933 року контракт з клубом було розірвано за згодою сторін, і Кертес, який був етнічним євреєм, поспішив залишити Німеччину, владу в якій отримали націонал-соціалісти.
Емігрував до США, де працював в індустрії грамзапису. Помер 1 травня 1982 року на 95-му році життя у Нью-Йорку.